# J-Hope
Čong Ho-sok, korejsky 정호석, známý jako J-Hope (stylizováno j-hope) (* 18. února 1994 Kwangdžu) je jihokorejský rapper, textař, tanečník a producent. V roce 2013 debutoval jako člen jihokorejské skupiny BTS.
1. března 2018 vydal J-Hope svůj první sólový mixtape Hope World. Album získalo převážně pozitivní kritiku a na Billboard 200 se dostalo až na 38. příčku, čímž se stalo nejúspěšnějším dílem sólového korejského umělce v tomto žebříčku.
15. července 2022 vydal své první sólové album s názvem Jack in the Box. K titulní písni "MORE" vyšel 1. července klip, v den vydání alba byl zveřejněn taktéž klip k "Arson".

## Diskografie
| Název alba                        | Datum vydání | Seznam skladeb |
| --------------------------------- | ------------ | --- |
| Hope World                        | 1. 3. 2018   | 1. Hope World 2. Daydream 3. P. O. P. (Piece Of Peace Pt.2) 4. Base Line 5. 항상 (Hangsang) (ft. Supreme Boi) 6. Airplane 7. Blue Side (Outro)                                                               |
| Chicken Noodle Soup (ft. Becky G) | 27. 9. 2019  | 1. Chicken Noodle Soup (ft. Becky G) |
| Jack in the Box                   | 15. 7. 2022  | 1. Intro 2. Pandora's Box 3. MORE 4. STOP (세상에 나쁜 사람은 없다; There Are No Bad People In The World) 5. = (Equal Sign) 6. Music Box: Reflection 7. What If... 8. Safety Zone 9. Future 10. Arson (방화) |